# Javānmardābād
Javānmardābād (persiska: جوانمرد آباد, جَوان مير آباد) är en ort i Iran.   Den ligger i provinsen Kurdistan, i den nordvästra delen av landet, 400 km väster om huvudstaden Teheran. Javānmardābād ligger 1 884 meter över havet och antalet invånare är 258.
Terrängen runt Javānmardābād är platt åt nordost, men åt sydväst är den kuperad. Runt Javānmardābād är det ganska tätbefolkat, med 58 invånare per kvadratkilometer. Närmaste större samhälle är Dehgolān, 7,6 km norr om Javānmardābād. Trakten runt Javānmardābād består till största delen av jordbruksmark.